# آرایازار
آرایازار (به لاتین: Araihazar) یک منطقهٔ مسکونی در بنگلادش است که در ناحیه ناراین‌گنج واقع شده‌است. آرایازار ۱۸۳٫۳۵ کیلومتر مربع مساحت و ۳۷۶٬۵۵۰ نفر جمعیت دارد.